# Підлюте
Урочище Підлюте розміщене в мальовничому місці Українських Карпат «Ґоргани». Івано-Франківська обл, Рожнятівський район, біля села Осмолода.

## Історія
В 19 ст. Львівський митрополит УГКЦ Сильвестр Сембратович сприяв будівництву «Кедрових палат» для відпочинку та лікування. Вибір саме цього урочища для резиденції митрополитів не випадковий. В Підлютому три мінеральні джерела; обладнали три невеличкі басейни під символічними назвами Сильвестр, Андрей і Тит.
В урочище приїжджали відпочивати і лікуватися аристократи з усієї Австро-Угорщини, а згодом Польщі. Для зручності доставки людей та вантажів була збудована вузькоколійна дорога.
Видатний лікар того часу Євген Озаркевич в 1913 р. писав «… той, хто бажає потрапити на лікування в Підлюте — повинен пам'ятати, що це не публічне місце, а виключна власність митрополита. І тільки тоді можна туди дістатись, якщо є на те воля митрополита…».
У власності греко-католицької церкви перебували мисливські угіддя навколо урочища. Один із найвідоміших орендарів цих угідь в 20 ст. був відомий мисливець граф Пауль Пальфий фон Ердьод (Palffy, Graf von Erdod).
Під час Першої світової війни здравницю було зруйновано гарматним вогнем російської армії при проведенні військової операції «Брусилівський прорив».
Пізніше резиденцію відбудував митрополит Андрей Шептицький. Втім, будівельним матеріалом вже служив не кедр, а смерека та ялина.

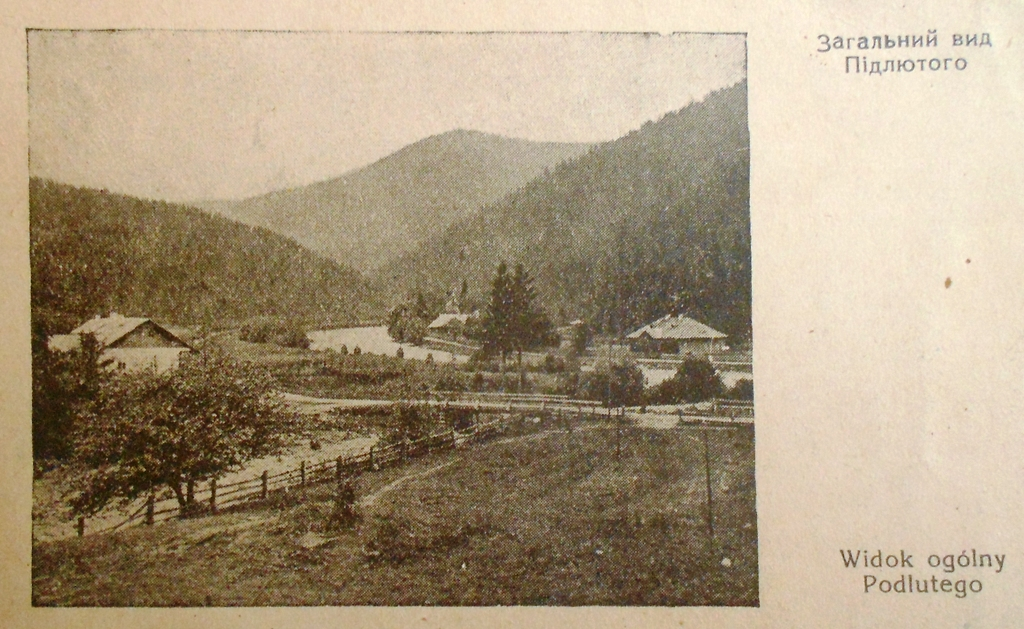
Підлюте, вид 30-х років (фонд збірка, Мейл-Арт Музей, м. Львів)

Навпроти «кедрової палати» з каменю вибудували ґрот, на вершині якого височів масивний кам'яний хрест (за радянських часів войовничі атеїсти замість нього встановили скульптуру оленя). Митрополит особисто сповідав у цьому ґроті мирян, а в місцевій церкві сам відправляв Служби Божі.
В радянський період Підлюте вподобали партійні керівники не лише з Києва, а й з Москви. Тут відпочивали Хрущов, Підгорний, Шелест, Щербицький та інші. Добиралися вони в гори вузькоколійкою Брошнів-Осмолода, яка сьогодні знищена. Здебільшого, метою їхнього приїзду було полювання на ведмедя та оленя. У 70-х роках вона стала дачею тодішнього Голови Верховної Ради СРСР М. Підгорного. Тоді ж за нез'ясованих обставин виникла пожежа й осідок повністю згорів. Втім, споруду швидко відбудували, а в 1999 році повернули Івано-Франківській єпархії УГКЦ.
Резиденція відновлюється, зберігся старовинний ґрот (кінця XIX ст.). Центральною спорудою залишається колишня «Кедрова палата», реставрована і наближена до оригінального вигляду. Тепер в урочищі Підлюте увесь комплекс є Реколекційним центром Івано-Франківської єпархії УГКЦ. Стараннями єпископа Софрона Мудрого тут збудовано триповерховий реколекційно-відпочинковий дім на 40 осіб, їдальня, простора альтанка. Резиденція межує з відпочинковим комплексом Вільні Вітри [Архівовано 28 липня 2011 у Wayback Machine.].
Окремої уваги заслуговує надзвичайно ошатна церковиця, що розміщена на території резиденції, пишно оздоблена мозаїкою — творіння рук Євгена Андрухіва (тепер священика) — такий собі римський собор Св. Софії в мініатюрі.
В тому ж стилі мистець оздобив згаданий ґрот — тепер це прекрасна різдвяна шопка.
У Рожнятівському районі робітники автодору в посиленому режимі з нагоди відзначення 150-річчя з дня народження митрополита УГКЦ Андрея Шептицького ремонтували автодорогу Калуш-Осмолода.